# Woody Shaw
Woody Herman Shaw Jr. (24. december 1944 i Laurinburg, North Carolina, USA – 
10. maj 1989 i New York City, New York, USA) var en amerikansk trompetist.
Shaw var i starten inspireret af Louis Armstrong, og Dizzy Gillespie, men blev senere tiltrukket af Clifford Brown, Lee Morgan og Freddie Hubbard. specielt den sidste 
gjorde stort indtryk på Shaw.
Han har spillet med Willie Bobo, Chick Corea, Joe Farrell, Bud Powell,
Johnny Griffin, Art Taylor, Kenny Clarke, Larry Young, McCoy Tyner,
Jack DeJohnette, Cecil Mcbee og Wayne Shorter.
Shaw siges at være en af de sidste store inovatorer på trompeten, og han har indspillet en lang række plader med sine egne grupper, i eget navn.
Han havde fotografisk hukommelse, og memorerede ofte meget svære arrangementer ved et blik.
Shaw spillede i en hard-bop stil, men var mere disonant og moderne end de fleste hard-bop trompetister.